# Ducati Multistrada
La Ducati Multistrada es un modelo de motocicleta producido por la empresa italiana Ducati, lanzado al mercado en el año 2003. La palabra Multistrada en italiano significa "muchos caminos" puesto que la moto está diseñada tanto para conducir por asfalto, como también por superficies no pavimentadas.

## Características
La motocicleta es esencialmente un híbrido entre una supermoto y una motocicleta deportiva. Su posición de conducción erguida, ha sido concebida para atraer a quienes les gusta viajar, pero quieren algo más ligero que una moto de paseo. La Multistrada compite en el mismo nicho de mercado que otras motocicletas doble propósito como la BMW R1200 GS, pero de acuerdo a lo indicado por Ducati en su manual de uso, la Multistrada no ha sido pensada para uso fuera de la carretera a pesar de su diseño inspirado en "off-road". Por lo tanto, la publicación Motorcycle Consumer News la clasifica como un tipo estándar. A partir de los modelos de los años 2010 en adelante, las capacidades "off-road" han mejorado mucho, a tal punto que la fábrica lanzó el modelo "Enduro" y "Enduro Pro", mejorando aún más estas capacidades ya adquiridas en los últimos años.
La motocicleta fue diseñada por Pierre Terblanche, siendo una evolución de su anterior diseño, la Cagiva Gran Canyon. La Multistrada ha recibido críticas tanto positivas como negativas en cuanto a su estética, y en una revista se mencionó que la moto parecía un "gato mojado con una gran frente".

## Modelos
La Multistrada 1000DS fue lanzada al mercado en el 2003. Para el 2005 Ducati contaba con dos modelos básicos de la Multistrada, el 1000DS y el 620. También estaba el modelo base 620 Dark. Para el 2007 existían los modelos Multistrada 1100 y 1100S. En el 2010 Ducati lanzó el modelo Multistrada 1200 el cual sigue fabricando en la actualidad (2015).

### Ducati Multistrada 1000DS
La Ducati Multistrada modelo 1000DS del año 2005 dispone de un motor de 992 cc, refrigerado por aire con un par de cilindros a 90° motor en V con válvulas a 40°, basado en los motores existentes de Ducati, con bujías de doble chispa enchufables, cojinetes del árbol de levas simples alimentados a presión, cigüeñal rediseñado, mayor presión y volumen de aceite, y embrague fabricado con una nueva aleación.
La 1000DS del año 2006 usa el marco trellis de Ducati con horquillas completamente ajustables Showa de 165 mm adelante, y un brazo basculante de una sola cara, con un amortiguador trasero Showa totalmente ajustable, junto con un sistema de suspensión regulable de tasa incremental y altura regulable en la parte trasera. Viene equipada con pistones de freno tipo pinza Brembo "Serie Oro" tanto en los frenos de disco delanteros y traseros. Posee discos de freno delanteros de 320 mm, y un solo disco trasero de 245 mm, y líneas de freno de acero trenzado. Los discos están montados directamente en centros de gran tamaño, con lo cual no precisan soportes de disco. El peso húmedo es de 229 kg.

### Ducati Multistrada 620
Los modelos de Multistradas nivel de entrada cuentan con una serie de componentes individuales específicos, tales como el brazo pivotante de doble cara estilo "Monster", el frente integrado fundido y el reposapiés trasero, y las llantas de aleación de tres rayos. La Multistrada más económica es el modelo 620 Dark, con su esquema de color negro mate y un solo disco delantero 320 mm. También hay piezas que parecen iguales, pero no lo son, como el tanque de combustible más pequeño que posee una capacidad de 15 litros, y el panel de instrumentos simple sin las funciones del ordenador de a bordo.
El marco es tan grande como el de la Multistrada 1000 DS, pero es diferente en la parte trasera, donde el brazo basculante de una sola cara ha sido reemplazado por un brazo oscilante de doble cara. La suspensión se compone de horquillas Marzocchi invertidas de 43 mm adelante y un amortiguador trasero monoshock Sachs con precarga y rebote ajustable. El sistema de frenado cuenta con un disco trasero y dos discos delanteros de 300 mm con pinzas flotantes operados por una nueva bomba delantera de freno.
El modelo 620 tiene un embrague húmedo APTC. De acuerdo con Ducati, el embrague húmedo reduce el esfuerzo operativo en la palanca, asegurando una conexión gradual, e incorpora un dispositivo "zapatilla" derivado de diseños de carrera para reducir la tendencia de la rueda trasera de lock-up o vibrar durante una reducción agresiva de marchas.

### Ducati Multistrada 1200 Enduro
Este modelo lanzado en 2016 está compuesto de las variantesː
- Multistrada 1200 Enduro[6]
- Multistrada 1200 Enduro Pro[7]

Estos modelos fueron diseñados específicamente para darle a la moto un mejor comportamiento "off-road" con llantas de radios de 19” y 17”, mayor recorrido de la suspensión, depósito de combustible de 30 litros, 225 kg de peso, 160 CV y muchos cambios pensando más en su uso fuera de las carreteras.

### Ducati Multistrada 1260

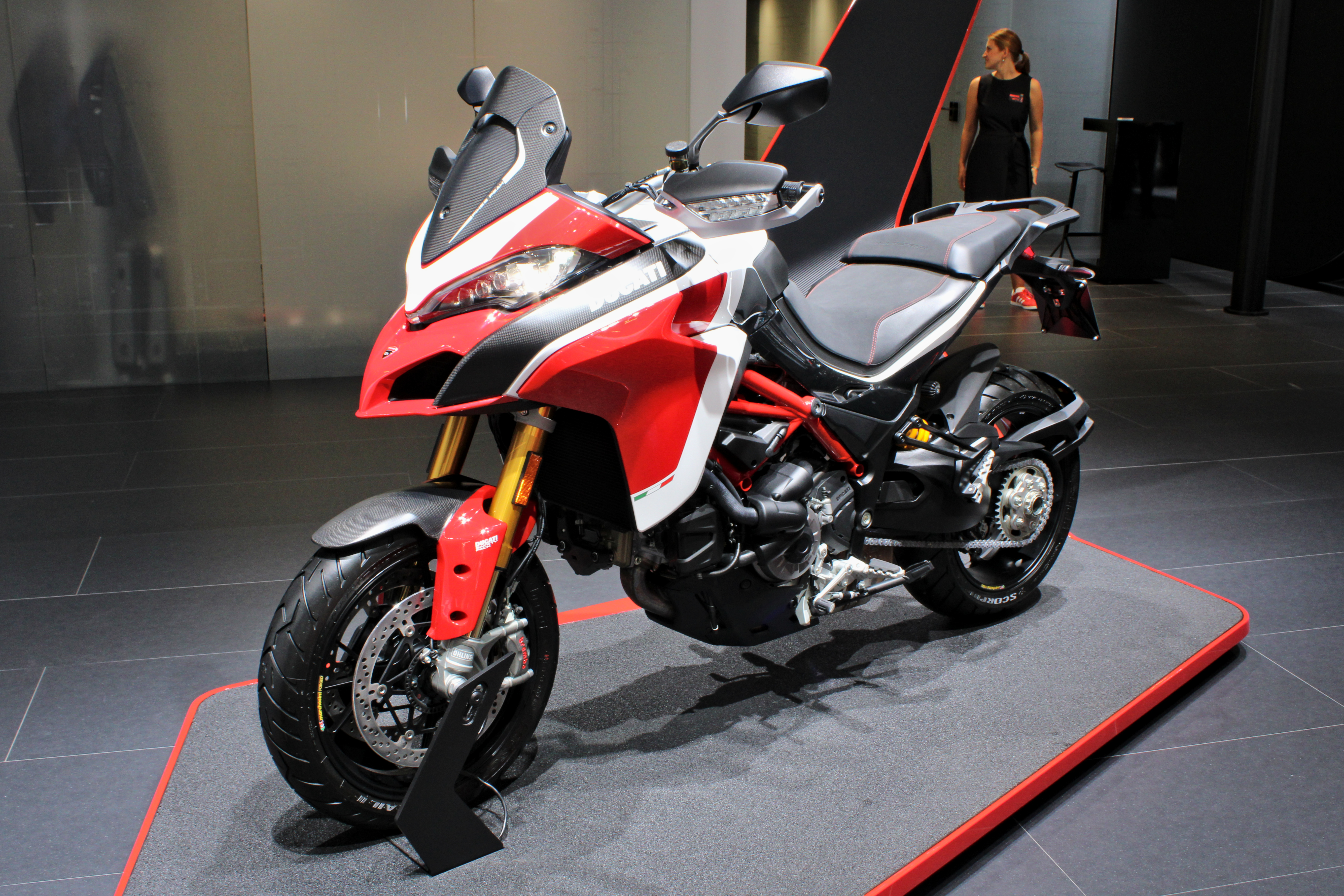
Ducati Multistrada 1260 Pikes Peak 2018.

Este modelo lanzado en 2017 está compuesto de las siguientes variantesː
- Multistrada 1260 S[8]
- Multistrada 1260[9]
- Multistrada 1260 Pikes Peak[10]
- Multistrada 1260 S D Air[11]

Estos modelos sustituyen a las anteriores 1200, cuentan con muchas mejoras siendo una de las motos con más equipamiento del mercado. Su electrónica avanzada le permite adaptarse a casi toda situación. Las diferencias entre los diferentes modelos son solo a nivel de equipamiento ya que el motor y chasis son iguales en todas las versiones.